# Afanasowo (rejon wołogodzki)
Afanasowo (ros. Афанасово) – wieś w Rosji, w rejonie wołogodzkim obwodu wołogodzkiego. W 2010 r. liczyła 23 mieszkańców.